# 21632 Suwanasri
21632 Suwanasri este un asteroid din centura principală de asteroizi.

## Descriere
21632 Suwanasri este un asteroid din centura principală de asteroizi. A fost descoperit pe 13 iulie 1999 la Socorro, New Mexico, în cadrul proiectului LINEAR. Asteroidul prezintă o orbită caracterizată de o semiaxă mare de 2,38 ua, o excentricitate de 0,28 și o înclinație de 5,9° în raport cu ecliptica.